# Primo associato
In matematica e in particolare in algebra astratta, un primo associato di un modulo {\displaystyle M} su un anello {\displaystyle R} è un ideale primo di {\displaystyle R} che è un annichilatore di un sottomodulo (primo) di {\displaystyle M.} L'insieme dei primi associati di {\displaystyle M} è solitamente indicato con {\displaystyle \operatorname {Ass} _{R}(M),}
In algebra commutativa, i primi associati sono legati alla decomposizione primaria di Lasker-Noether di ideali in anelli noetheriani commutativi. Nello specifico, data la decomposizione di un ideale {\displaystyle J} come intersezione finita di ideali primari, i radicali di questi ideali primari sono ideali primi e questo insieme di ideali primi coincide con {\displaystyle \operatorname {Ass} _{R}(R/J).}
Correlati al concetto di "primo associato" ci sono i concetti di primo isolato e primo immerso.

## Definizioni
Un {\displaystyle R}-modulo non nullo {\displaystyle N} è detto modulo primo se {\displaystyle \mathrm {Ann} _{R}(N)=\mathrm {Ann} _{R}(N')} per ogni sottomodulo non nullo {\displaystyle N'} di {\displaystyle N.} Per un modulo primo {\displaystyle N,} l'annichilatore {\displaystyle \mathrm {Ann} _{R}(N)} è un ideale primo di {\displaystyle R.}
Un primo associato di un {\displaystyle R}-modulo {\displaystyle M} è un ideale della forma {\displaystyle \mathrm {Ann} _{R}(N)} per qualche sottomodulo primo {\displaystyle N} di {\displaystyle M.} In algebra commutativa la definizione usuale è differente ma equivalente: se {\displaystyle R} è commutativo, un primo associato {\displaystyle P} di {\displaystyle M} è un ideale primo della forma {\displaystyle \mathrm {Ann} _{R}(m)} per qualche elemento non nullo {\displaystyle m} di {\displaystyle M} o, equivalentemente, {\displaystyle R/P} è isomorfo a un sottomodulo di {\displaystyle M.}
In un anello commutativo {\displaystyle R,} gli elementi minimali di {\displaystyle \operatorname {Ass} _{R}(M)} (rispetto alla relazione d'inclusione di insiemi) sono detti primi isolati e gli altri primi associati (cioè quelli che contengono propriamente un primo associato) sono detti primi immersi.
Un sottomodulo {\displaystyle N} di {\displaystyle M} è detto primario se per ogni {\displaystyle r\in R} e {\displaystyle m\in M} si ha che {\displaystyle m\notin N} e {\displaystyle rm\in N} implicano {\displaystyle r^{n}M\subset N} per qualche intero positivo {\displaystyle n.} Un modulo {\displaystyle M} è detto coprimario se il sottomodulo {\displaystyle 0} è primario, cioè se per qualche elemento non nullo {\displaystyle m\in M} si ha che {\displaystyle rm=0} implica {\displaystyle r^{n}M=0} per qualche intero positivo {\displaystyle n.}
Un modulo non nullo {\displaystyle M} finitamente generato su un anello noetheriano commutativo è coprimario se e solo se ha un unico primo associato {\displaystyle P.}
Un sottomodulo {\displaystyle N} di {\displaystyle M} è detto {\displaystyle P}-primario se {\displaystyle \operatorname {Ass} _{R}(M/N)=\{P\}.} Un ideale {\displaystyle I} è un ideale {\displaystyle P}-primario se e solo se {\displaystyle \operatorname {Ass} _{R}(R/I)=\{P\}.} Quindi questa nozione è una generalizzazione di quella di ideale primario.

## Esempi
- Se {\displaystyle R=\mathbb {C} [x,y,z,w],} gli ideali primi associati di {\displaystyle I=((x^{2}+y^{2}+z^{2}+w^{2})\cdot (z^{3}-w^{3}-3x^{3}))} sono gli ideali {\displaystyle (x^{2}+y^{2}+z^{2}+w^{2})} e {\displaystyle (z^{3}-w^{3}-3x^{3}).}
- Se {\displaystyle R=\mathbb {Z} ,} allora i gruppi abeliani liberi non banali e i gruppi abeliani non banali di ordine una potenza di un primo sono coprimari.